# Dolina pod Jarmutą

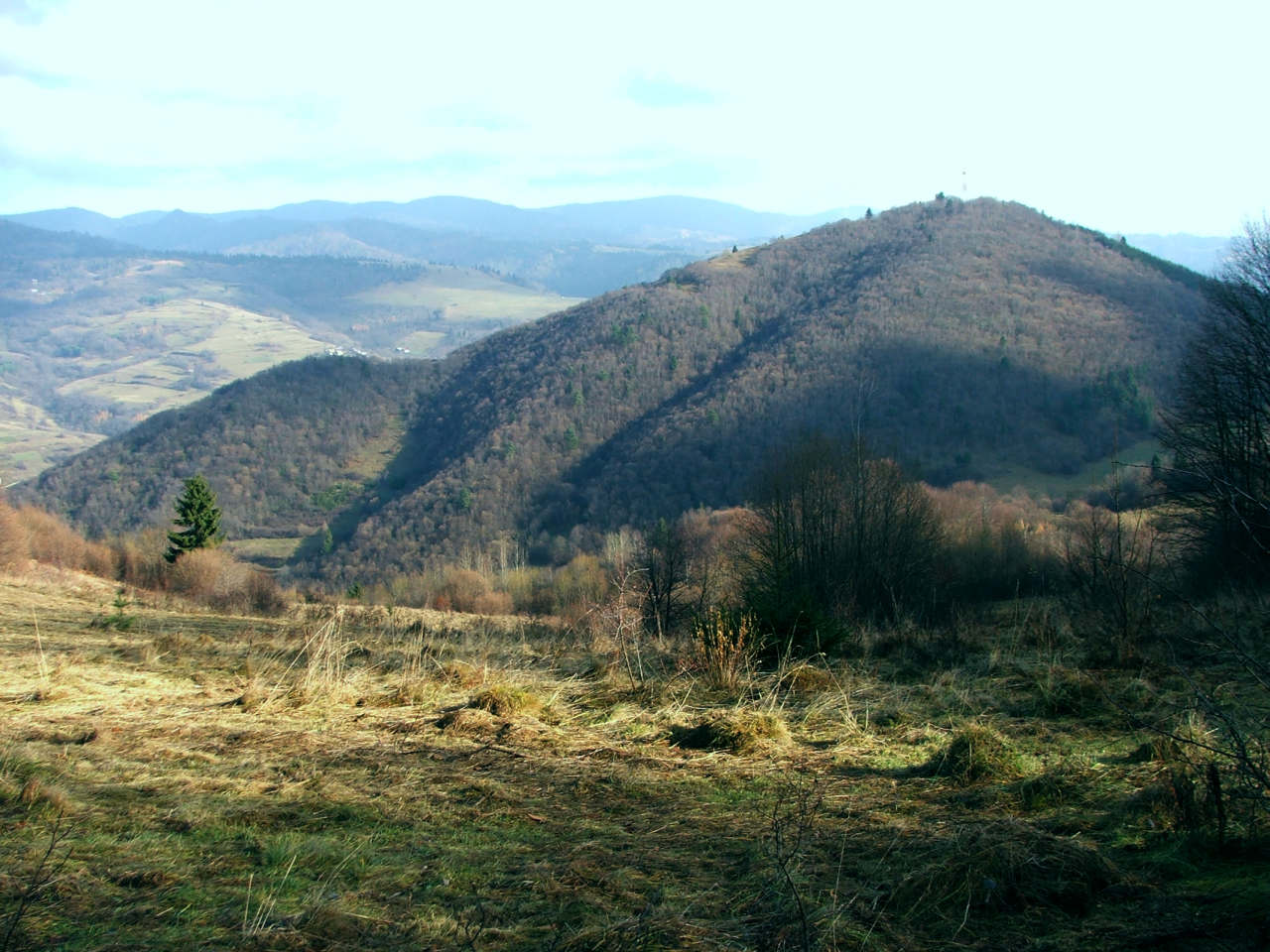
Dolina pod Jarmutą, Jarmuta i Jarmutka

Dolina pod Jarmutą – dolina w Pieninach, położona pomiędzy masywem Jarmuty a grzbietem głównym Małych Pienin. Rozciąga się w kierunku południowo-wschodnim od koryta Grajcarka (480 m n.p.m.) do Klimontowskiej Przełęczy (696 m n.p.m.). Dnem doliny płynie Klimentowski Potok. Północne zbocza doliny od strony Jarmuty i Jarmutki są porośnięte lasem, natomiast zbocza południowe w większości są trawiaste, w dolnej części ponad korytem potoku zarastające krzaczastymi zaroślami. Spomiędzy Jarmuty i Jarmutki opada do niej kotlina zwana Doliną Bednarzowską.
Znajduje się w granicach miasta Szczawnica w województwie małopolskim, w powiecie nowotarskim.
Szlak rowerowy
 – odcinek szlaku ze Szczawnicy wzdłuż Klimentowskiego Potoku, przez Klimontowską Przełęcz na Cyrhle i dalej grzbietem głównym Małych Pienin.